# Graziano Arici
Graziano Arici, né à Venise le 13 avril 1949, est un photographe italien résidant en France depuis les années 2010,,. Il a créé l' « Archivio Graziano Arici  », archive qui a été reçue en donation par la Fondation Querini Stampalia à Venise en septembre 2017,,,.

## Biographie
Graziano Arici, après des études en sociologie, est devenu photographe professionnel en 1978. Il s'est d'abord spécialisé dans le domaine du théâtre, de la culture, de l'art et du portrait d'artiste. Il a été photographe officiel pour La Fenice de Venise à partir de 1980 et l'est resté durant vingt années ; il a documenté l'architecture et les décors du théâtre, et ses photographies auront permis, après l'incendie de La Fenice en 1996, de reconstruire à l'identique l'intérieur du bâtiment. 
Il a couvert l'activité artistique et culturelle de la ville de Venise, des Biennales aux expositions et aux performances d'artistes, de la fin des années 1970 au début des années 2010. Il a mené, dès le début de sa carrière, un travail autour du portrait d'artistes, d'écrivains, de musiciens, de metteurs en scène et d'acteurs, et un travail de documentation du processus de création d'une œuvre. Il a également développé un vaste travail autour des travaux archéologiques et des chantiers de restauration de la lagune vénitienne et de Venise, en réalisant des dizaines de milliers de vues aériennes ainsi que de nombreux reportages sur la ville et son environnement. Il a été membre des agences photographiques Sygma (de 1989 jusqu'à son rachat par Corbis en 1999), Grazia Neri Agency (de 1980 à sa fermeture en 2009).
Entre 1981 et 1986 il documente le processus de création du peintre Emilio Vedova ; en 1988, il suit Jim Dine durant son séjour vénitien et documente son activité artistique, réalisant des prises de vue en atelier et à l'extérieur. En 1984, il a été le photographe personnel du compositeur Luigi Nono pour la première mondiale de l'opéra Prometeo. Tragedia dell'ascolto à l'église San Lorenzo de Venise . En 1985, il est recruté par le Palazzo Grassi comme photographe officiel pour réaliser des vues des scénographies des expositions ; il travaille d'abord avec la Fondazione Agnelli et ensuite avec la Fondation Pinault. Par la suite, il documente les travaux de restructuration de la Punta della Dogana réalisés par l'architecte Tadao Andō, sous la direction de François Pinault. 
Il documente, entre autres faits historiques, la chute du Mur de Berlin, en 1989 et produit une documentation sur l'hérésie cathare, dans un reportage qu'il réalise la même année dans le sud de la France. 
Il a réalisé de nombreux reportages sur le Ghetto de Venise, qui ont donné lieu à des publications et des expositions. 
En 1990-1992, il est désigné par Edgar Reitz « photographe de plateau  », et pour réaliser un reportage au long cours sur le tournage du film Heimat 2 - Chronique d'une jeunesse (it) ; une publication et deux expositions témoignent de cette collaboration. 
En 1994, Graziano Arici réalise un travail de documentation sur les villes d'Allemagne de l'Est ; il se rend aussi entre 1995 et 1996, plusieurs mois durant, en Bosnie et à Sarajevo pour réaliser un reportage sur la guerre et sur les activités culturelles menées durant la guerre. 
En 1996, avec le photographe Marcello Mencarini, il a fondé l'agence photographique Rosebud. Ils ont ensuite fondé, à la suite de la fermeture de l'agence Grazia Neri, en 2009, l'agence Rosebud2.    
Parallèlement à son travail de reportage, Graziano Arici développe un travail de création personnelle, depuis les années 1980, réalisant des séries photographiques telles que Caarnival (1979),  Venetians (1988-1992) - série qualifiée par l'historien de la photographie Italo Zannier de « post-néoréaliste  » , Lady Lazarus (2012), Als das Kind Kind war (2009), Repolaroid 2014/1984 (2014), Irgendwo (2015), Le nommé Vood, paysagiste... Van Gogh/Arles (2016), Hôtel (2018), The State of Things (2018), Lost Objects (2018), Heart of Darkness (2019), Le Grand Tour (2019-2020) ou encore des catalogues présentant des séries consacrées à des villes comme Moscou, Astana, Paris, Berlin, Londres, Novossibirsk,Tbilissi.    
En 2011, Graziano Arici quitte définitivement la ville de Venise pour s'installer à Arles, dans le sud de la France. Il se consacre à des séries personnelles, et les expose dans le monde entier.   
Graziano Arici a été, en 2012, le premier - et le seul - photographe membre élu à l'Ateneo Veneto (it), institution fondée par Napoléon à Venise. 
Le 2 juin 2018, le Président de la République italienne, Sergio Mattarella, a nommé Graziano Arici  Cavaliere dell'Ordine della Repubblica per meriti culturali ; il a aussi été nommé par le maire d'Arles, Hervé Schiavetti, « Citoyen d'honneur de la ville d'Arles » le 12 décembre 2018.

## L'Archivio Graziano Arici
Graziano Arici, dès le début de sa carrière, a eu pour projet la création et la mise en place d'une archive photographique : cette archive, qui compte à présent plus de un million et demi de photographies, est formée, pour la majeure partie, de ses propres photographies, et a été augmentée au fil de ses acquisitions par des photographies issues d'autres provenances, de fonds datant principalement du XIXe siècle ou de la première moitié du XXe siècle. Cet ensemble photographique d'importance, (et qui pouvait être considéré, avant sa donation, comme la plus grande archive photographique privée assemblée par un seul photographe), a été donné par Graziano Arici à la Fondation Querini Stampalia (it), à Venise, en septembre 2017. Cette archive reste cependant sous la direction de Graziano Arici, qui continue d'œuvrer à son augmentation.

## Expositions personnelles
- Venise, Verdi, Wagner, Mois de la photo, Paris, 1984.
- Vedova e il suo laboratorio, Circolo Artistico, Bologne, 1984.
- Lo spazio urbano nel Veneto, Institut culturel italien, 1985.
- Dopo Venezia, Galerie Fnac, Montpellier, 1989.
- Attorno a Santomaso, Pinacoteca Casa Rusca, Locarno, 1990.
- Prometeo, La Biennale di Venezia, Venise, 1993.
- Sul set di Die zweite Heimat, Istituto tedesco di Cultura, Palazzo Albrizzi, Venise, 1994.
- L'io e il suo doppio Un secolo di ritratto fotografico in Italia, La Biennale di Venezia, Venise, 1995.
- Il cinema a Sarajevo durante l'assedio, Festival Alpe Adria, Trieste, 1996.
- Alla faccia dell'arte, Fondazione Bevilacqua la Masa, Venise, 2000.
- Su Vedova, Nuova Icona, Venise, 2000.
- Brodskij a Venezia, Venise, 2002.
- Visages du Cinéma, Festival International du Cinéma Méditerranéen, Montpellier, 2002.
- Graziano Arici, fotografo dell'arte e degli artisti Museo Civico di Arte Contemporanea, Palazzo Farnese, Ortona, 2002.
- Memorie sottratte al tempo, Magazzini del cotone, Porto Vecchio, Gênes, 2004.
- Snapshots et Facce d'artista, Palazzo Grassi, Venise, 2006.
- Bellissima. Dive, divine e divette a Venezia, Centro Culturale Candiani, Mestre-Venise, 2006.
- Archivio Graziano Arici, Salone dei Beni Culturali, Venise, 2009.
- Il Volto delle Parole, Fondazione Buziol, Venise, 2010.
- Posa d'Artista, ritratti dall'Archivio Graziano Arici, Centro Culturale Candiani, Mestre-Venise, 2010.
- Bellissima, Istituto Italiano di Cultura, Tunis, 2010.
- Il Veneto di Hemingway, Istituto Veneto di Scienza, Lettere ed Arti, Venise, 2011.
- Padiglione Italia alla 54a Esposizione Internazionale d'Arte della Biennale di Venezia per il 150° dell'Unità d'Italia, Villa Contarini, Piazzola sul Brenta, 2011.
- Per Andrea Zanzotto, Istituto Veneto di Scienze, Lettere ed Arti, Venise, 2011.
- ...lontan massa son 'ndat, pur stando qua... Palazzo Comunale, Caorle, 2012.
- Venetians, Istituto Veneto di Scienze, Lettere ed Arti, Venise, 2012.
- Écrivains, L'Atelier Cinq, Arles, 2013.
- Bellissima, Chapelle des Pénitents bleus, La Ciotat, 2013.
- Arles vu par Graziano Arici, Le Magasin de Jouets, Arles, 2013.
- L'âge d'or du cinéma, Chapelle des Pénitents bleus, La Ciotat, 2014.
- Mon manège à moi, L'Atelier du Midi, Arles, 2015.
- Venice Sunset, École normale supérieure, Lyon, 2016.
- Venice. World culture in the people, Central Manege, Photobiennale 2016 Moscou, 2016.
- Venice. World culture in the people, National Museum, Astana, Kazakhstan, 2016.
- ...le nommé Vood, paysagiste..., Van Gogh / Arles, Rencontres de la Photographie Off, L'Atelier Cinq, Arles, 2016.
- Passato Prossimo Il Ghetto di Venezia 1986-2016, Museo Ebraico di Venezia, Venise, 2016.
- Rosencrantz and Guildenstern are dead, Rencontres de la Photographie Off, L'Atelier Cinq, Arles, 2017.
- Prometeo di Luigi Nono, Giudecca, Venise, 2017.
- Graziano Arici presents, Pobeda Gallery, Novossibirsk, 2018.
- Die Mauer, the wall, le mur, 24ème édition du  Festival Voies Off, Fotohaus ParisBerlin, Arles, 2019.
- Graziano Arici: le foto di scena di Heimat 2 in Mostra, Centro San Fedele, Milan, 2019.
- Venice 1860-2019 Photographs from the Archivio Graziano Arici, Fondazione Querini Stampalia, Venise, 2019.
- Revoir Venise, Bibliothèque Ceccano, Avignon, 2020.
- Graziano Arici - Now is the Winter of our Discontent, Musée Réattu, Arles, 2021.

## Publications
- Riverberi - Santomaso, Rome, 2RC Editori, 1985.
- Palazzo Grassi, Venise, Marsilio, 1986.
- Teatro La Fenice, Venise, Marsilio, 1987 (édition augmentée en 1997).
- Il Ghetto di Venezia, Venise, Arsenale Editore, 1998.
- The Venitian Ghetto, New York, Rizzoli International,1990.
- Fotogiornalismo in Italia oggi, Venise, Corbo e Fiore,1993.
- Heimat 2, Milan, Arnoldo Mondadori Editore,1994.
- L'io e il suo doppio. Un secolo di ritratto fotografico in Italia, Florence, Alinari, 1995.
- Gran Teatro La Fenice, Trévise, Biblos Editore,1997.
- Andava nell'acqua crescendo - origine delle cose di Venezia, Venise, Editore Consorzio Venezia Nuova, 2000.
- La galea ritrovata, Venise, Editore Consorzio Venezia Nuova, 2002.
- Memorie sottratte al tempo, Milan, Electa, 2004.
- Bellissima. Dive, divine e divette a Venezia, Venise, Marsilio Editore, 2006.
- Acqua Alta, Venise, Lineadacqua Edizioni, 2009.
- L'Arsenale di Venezia, Venise, Cicero Editore, 2009.
- Il cantiere del People Mover di Venezia, Venise, ASM, 2010.
- Posa d'Artista, ritratti dall'Archivio Graziano Arici, Venise, Marsilio, 2010.
- ...lontan massa son 'ndat, pur stando qua..., Venise, Comune di Caorle/Istituto Veneto di Scienze, Lettere ed Arti, 2012.
- ll Caffè Pedrocchi, Padoue, Edizioni Il Poligrafo, 2014.
- Dolce Claudia, Paris, Éditions Contrejour, 2014.
- Le nommé Vood, paysagiste, Arles, Atelier Cinq, 2016.
- Passato Prossimo il Ghetto di Venezia 1986-2016, Venise, Campanotto Editore, 2016.
- Venezia 1860-2029, Fondation Querini Stampalia, Venise, Grafiche Veneziane, 2019.
- Graziano Arici - Now is the Winter of our Discontent, Arles / Trouville-sur-Mer, musée Réattu / Illustria La Librairie des musées Éditions, 2021.

## Vidéos
- The inexpressible words - Emilio Vedova, painter, Venise, 2010.
- Il luogo degli artisti, Biennale di Venezia, Venise,1988.